# Carl-Axel Acking
Carl-Axel Acking, född 8 mars 1910 i Helsingborg, död 12 juni 2001 i Lund, var en svensk arkitekt, formgivare och professor.

## Biografi
Carl-Axel Acking studerade vid Tekniska skolan i Stockholm 1931–1934 och Kungliga Tekniska högskolan i Stockholm 1935–1939. Han arbetade 1930–1935 på Kooperativa förbundets arkitektkontor, KFAI. Han drev eget arkitektkontor tillsammans med arkitekten Sven Hesselgren i Stockholm 1939–1955. Från 1955 bedrev han egen verksamhet i Stockholm och Lund. Verksamheten i Lund pågick in på 1980-talet.
Acking var assistent till Gunnar Asplund under tillbyggnaden av Göteborgs rådhus på 1930-talet. Acking var en av tre huvudarkitekter för utställningen H55 i Helsingborg 1955 där han bland annat formgav de tre utställningspaviljongerna på Parapeten. Hans arkitekturuppdrag omfattade bland annat televerksbyggnader, bankbyggnader, skolor, kyrkor och ett familjehotell. Han ansvarade för restaureringen av Leksands kyrka 1971. Acking var domkyrkoarkitekt i Lund 1970–1977.
Carl-Axel Acking gjorde starkt intryck på världsutställningen i Paris 1937 och fick ett genombrott på världsutställningen i New York 1939. På den svenska New York-utställningen ansvarade han bland annat för hela inredningen av generalkommissarie Folke Bernadottes representationslokaler på uppdrag av Åtvidabergs industrier. Uppdraget innefattade allt från mönster på textilier, fönsterpartier, möbler och belysningsarmaturer till dricksglas och karaffer tillverkade av Orrefors glasbruk i rummets serveringsvagn.
Han var på 1940- och 1950-talen en av de främsta inom svensk inredningskonst. De möbler han formgav producerades av KF, Nordiska kompaniet och Svenska Möbelfabrikerna i Bodafors. Hans belysningsarmaturer producerades av bland andra Bröderna Malmströms metallvarufabrik, Nordiska kompaniet och Asea belysning. Som formgivare skapade han bland annat tapeter, textilier, en frimärksautomat och en telefonkiosk. Han inredde Stockholmshotellen Malmen (1951) och Continental (1962). År 1952 belönades han med Lunningpriset. Acking är representerad med möbler i Nationalmuseum i Stockholm, i Nordiska museet i Stockholm och i Harvard University Museum, USA.
Från 1957 undervisade Acking på arkitektlinjen vid Tekniska högskolan i Stockholm och han var professor i formlära på Arkitektskolan vid Lunds tekniska högskola 1964–1976. Acking var även lärare vid Konstfackskolan i Stockholm i heminredning 1945 och huvudlärare vid samma skola för fackavdelningen för möbler och inredning 1947–1957. När han lämnade Konstfack 1957 ordnades en hyllningsutställning på Nationalmuseum av 34 tidigare elever under namnet "Från detalj till helhet: inredningsarkitekter HKS 1947-57". Ur samarbetet kring utställningen uppkom HI-gruppen senare samma år.
Acking var medlem i Sveriges Arkitekters Riksförbund (SAR), Svenska Inredningsarkitekters Riksförbund (SIR) där han blev hedersmedlem från 1965 samt ledamot i Svenska teknologföreningen (STF). Han var medlem i Svenska Slöjdföreningen och styrelseledamot där 1949–1961. Han var medlem i Föreningen Sveriges industridesigner och ordförande där 1960. Ledamot av Vetenskapssocieteten i Lund (LVSL).
Carl-Axel Acking gifte sig 1935 med Gullan Dahlström (1911–2006). De är begravda på Djursholms begravningsplats.

## Byggnader i urval
- 1950, Siris kapell i Torsby (med Sven Hesselgren)
- 1953, Telehus i Ludvika (med Sven Hesselgren)
- 1955, H55-paviljongen, Helsingborg
- 1955, Hässelby familjehotell i Stockholm
- 1956, "Quality Hotel" Östersund (med Sven Hesselgren)
- 1965, Skånska banken och Kreditbanken på Södergatan i Malmö
- 1970, Telefonstation i Bellevuegården i Malmö
- 1972, Birgittakyrkan i Skönsberg, Sundsvall

## Inredningar och formgivning i urval
- 40–50 st belysningsarmaturer, ett antal stålrörsmöbler samt elektriska väggur (1939–1962) för Bröderna Malmströms metallvarufabrik.[5][10]
- Stapelbara stolar i lamellträ och skrivbord för Bodafors (1940-tal).
- Frimärksautomat
- Skåp för NK (1950-tal).
- Inredning till Hotell Malmen, Stockholm, bland annat karmstol i skinn (1951).
- Inredning till kryssningsfartyget M/S Rio de Janeiro för Nordstjernan (1956).
- Fåtöljen Trienna för Stockholms Hantverkslotteri (1957), visad vid Triennalen i Milano 1957, tillverkades av Nordiska Kompaniets verkstäder i Nyköping (ingick i NK:s Triva-serie) och från 1987 av Källemo, Värnamo. Tillverkades i massiv ek eller teak. Trienna togs 2022 åter upp i produktion av företaget Verk.
- Stolen Wexjö, med sits i sadelgjord och hylla för psalmbok för Källemo (1958).
- Karmstolen Tokyo till inredningen av den svenska ambassaden i Tokyo (1959), tillverkades av Nordiska Kompaniet och KF. Stolen användes bland annat till ambassadens matsal och är en av Ackings mest välkända möbler.
- Inredning till Hotel Continental, Stockholm (1962).
- Telefonkiosk för Televerket (1962), sattes upp på försök utanför Stockholms Centralstation och fick senare den permanenta beteckningen 1964.
- Nytt emblem (logotyp) åt Generalpoststyrelsen (1964).
- Lampor i rödbokslamell för Gärsnäs.

## Galleri

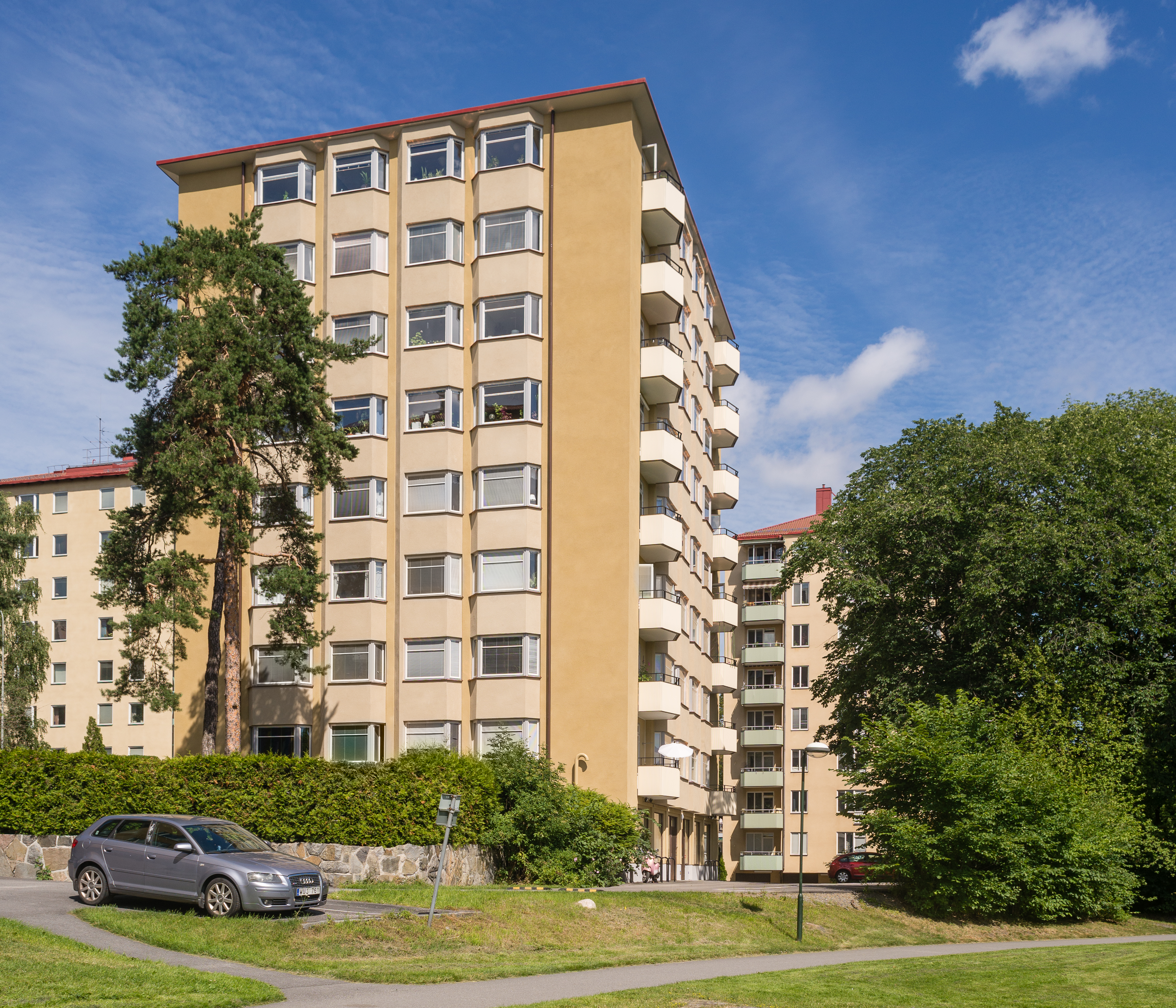
Punkthus i Årsta från 1946 (tillsammans med Sven Hesselgren).
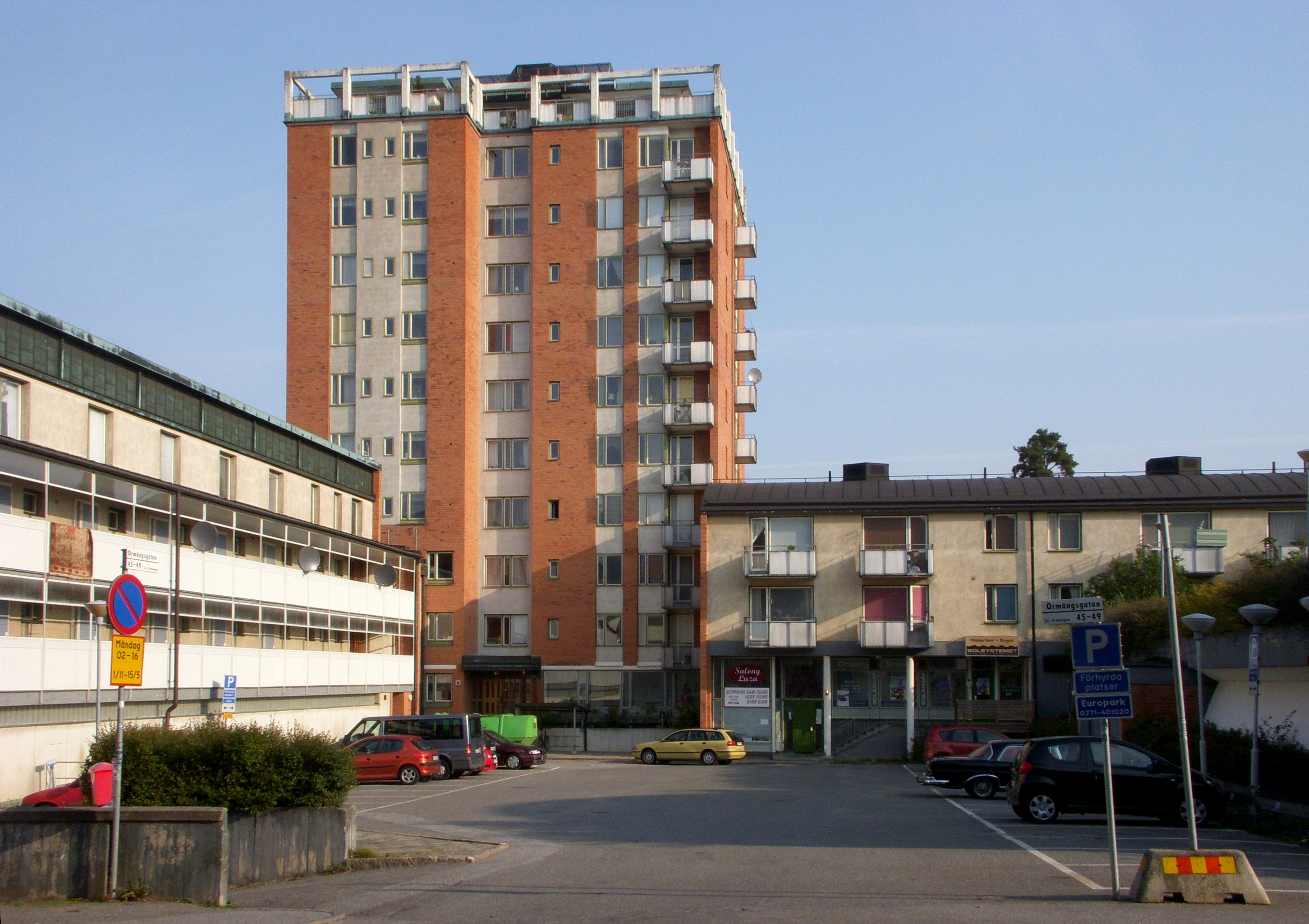
Hässelby Familjehotell, Stockholm.
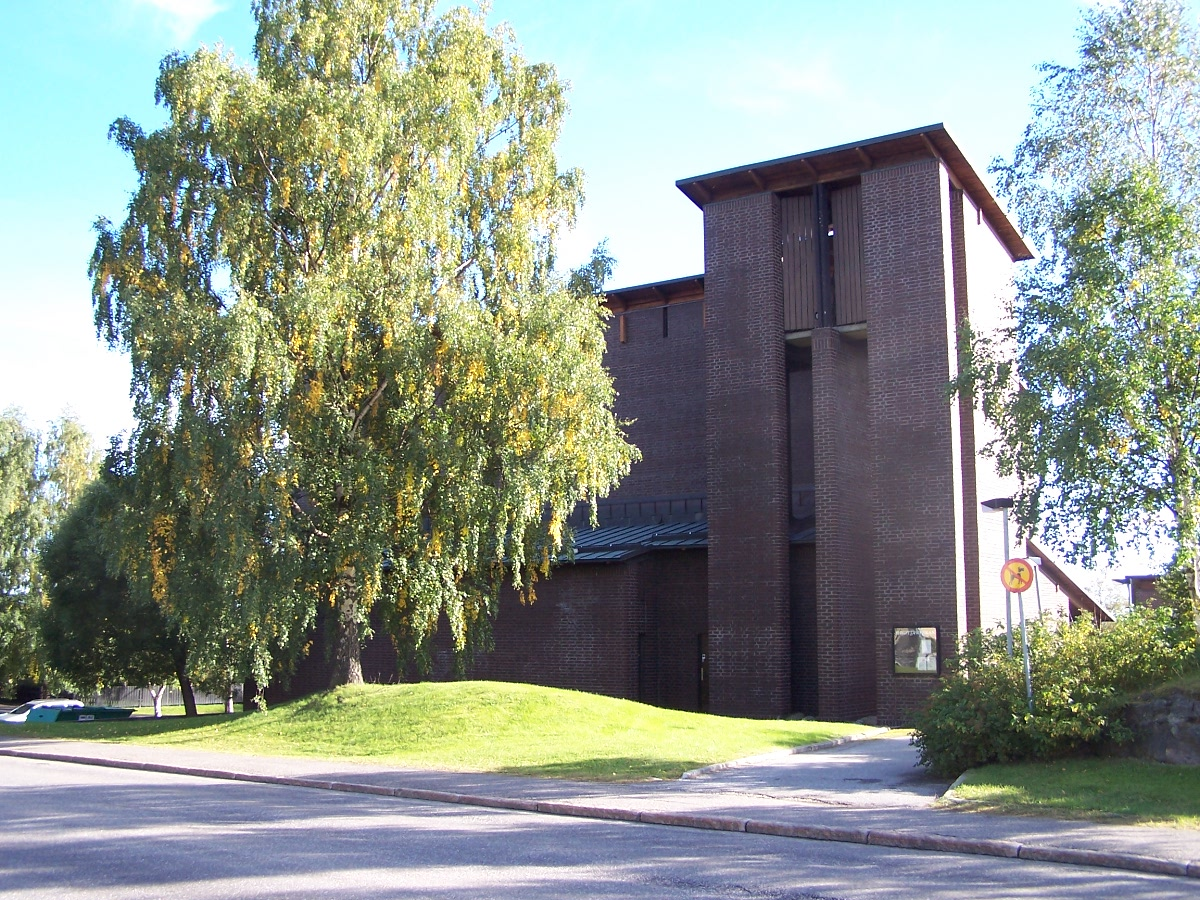
Birgittakyrkan, Sundsvall.
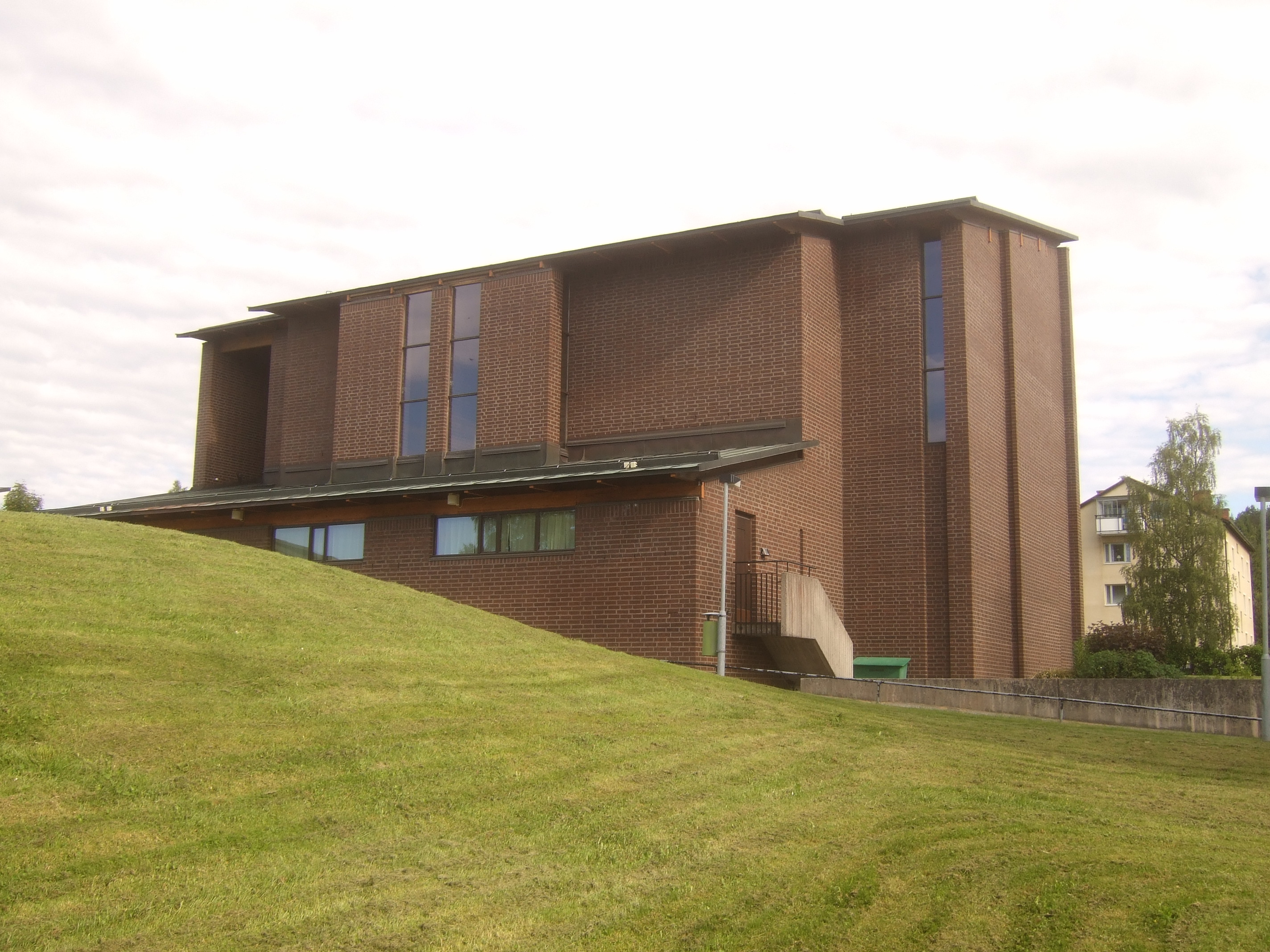
Birgittakyrkan i Sundsvall.
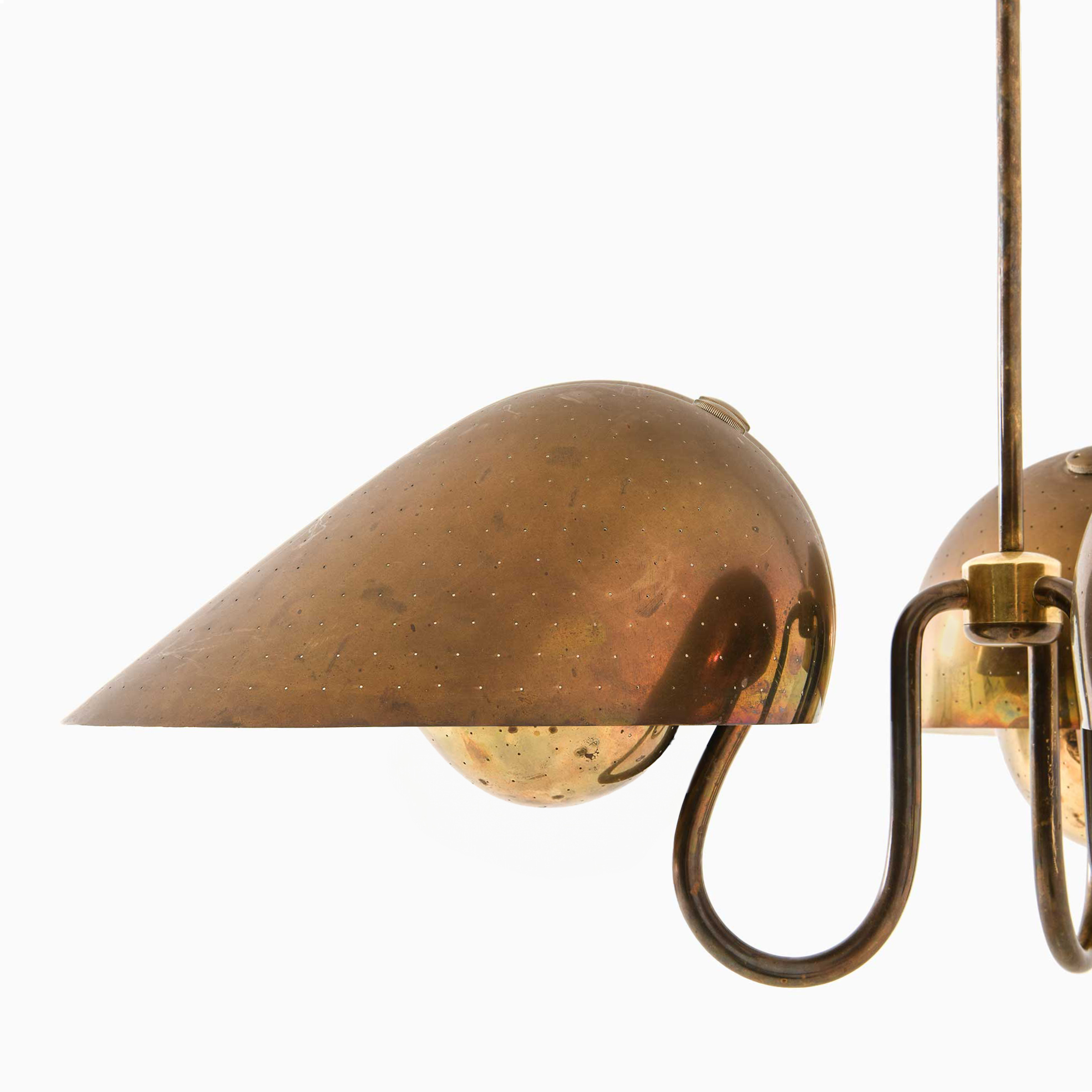
Nr 958, takpendelarmatur i New York-serien till världsutställningen (1939).
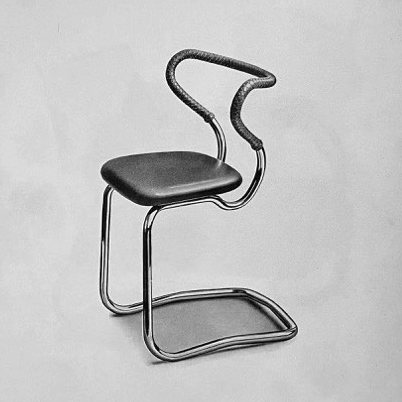
Typ M15, stålrörsmöbel till restaurang Göta Källare, Stockholm (1939).
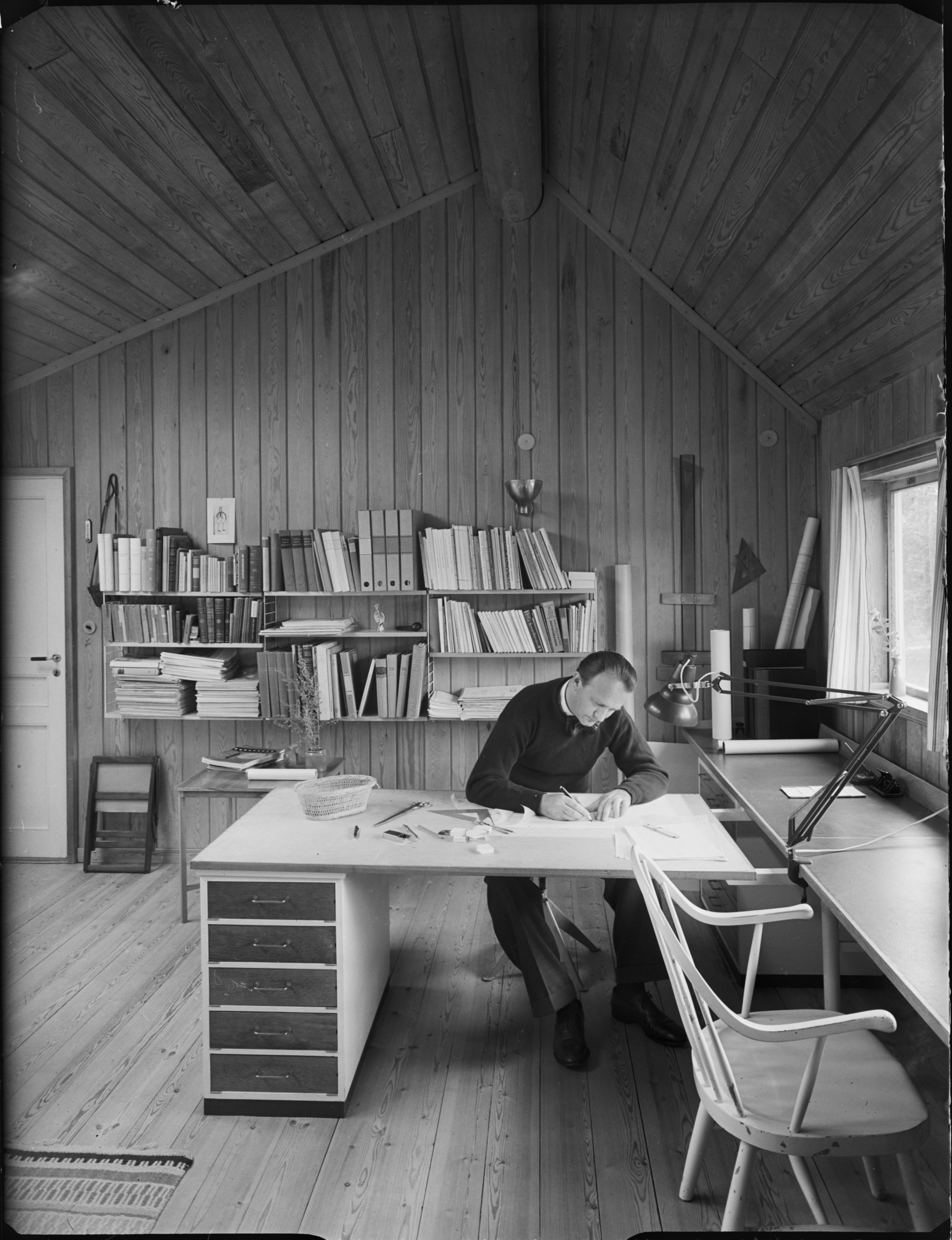
C-A Acking hemma i arbetsrummet, Djursholm (1952).